# Làpida de Lucius Marcius Optatus
La làpida de Lucius Marcius Optatus és una làpida romana de marbre trobada a la riera de Mataró l'any 1814. Actualment forma part de la col·lecció d'arqueologia del Museu de Mataró, i es pot visitar a la mostra permanent Iluro, ciutat romana. Datada d'època d'August, és l'única làpida amb epigrafia on s'esmenta el topònim de la ciutat -ILURONE- amb el qual 'identifica Mataró.
A la inscripció, feta en lletra capital, es relacionen els càrrecs i la carrera política (cursus honorum)d'un ambiciós ciutadà iluronès: Lucius Marcius Optatus, que fou regidor (aedil) a Tarraco i després alcalde (duo vir) a Iluro. Posteriorment exercí de prefecte i de tribú, càrrecs que li permeteren accedir a l'ordre dels cavallers, el segon en la jerarquia social romana. Va morir a Orient a l'edat de 36 anys, possiblement l'any 7 aC, abans de completar la seva carrera política.